# تانجو الموت
تانغو الموت (الروسية: Танго смерти) هو اسم أوركسترا يهودية كانت تعمل في معسكر يانوفسكا، الذي كان يقع على أطراف لفيف الحالية، في غرب أوكرانيا. هذا المقال يغطي تاريخ هذه الأوركسترا، وكيفية تشكيلها، وأهميتها في سياق الهولوكوست.

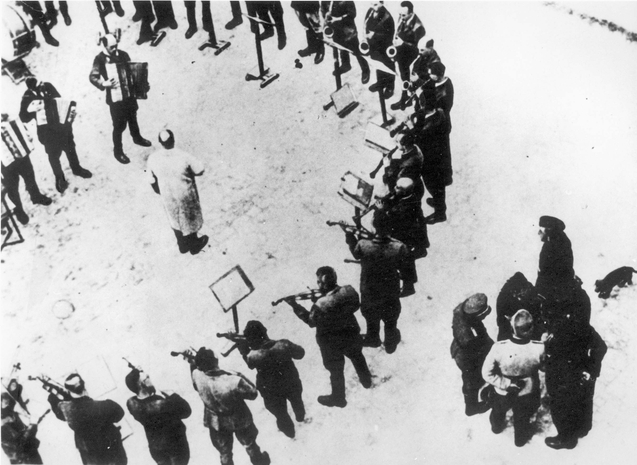
أوركسترا معسكر يانوفسكا النازي

## تاريخ
بدأ تشكيل "مخيم العمال اليهود"، المعروف لاحقًا باسم معسكر يانوفسكا في لفيف، التي استولت عليها ألمانيا النازية في نهاية يونيو 1941. كانت العملية بقيادة ألمانية ونفذتها الشرطة المساعدة الأوكرانية، التي تشكلت من "مجموعات المشي" في منظمة القوميين الأوكرانيين (OUN).
كان منظم الأوركسترا الموسيقية من السجناء الموسيقيين هو تحت-القائد (أونتشتونفوهرر) في معسكر يانوفسكا، ريتشارد روكيتا، الذي كان قبل الحرب عازفا للكمان في فرقة جاز في كاتوفيتسه. كان روكيتا واحدًا من العديد من القتلة الساديين في المعسكر؛ "كان هناك في معسكر يانوفسكا قتلة ساديون ومخالفون مختلفون من آلة الموت النازية. كان العديد من هؤلاء الأشخاص يعانون من تشوّهات نفسية. استخدمت في هذا المعسكر طرق متنوعة لقتل الناس. حاول كل نازي أن يتفوق على زملائه من خلال اكتشاف طريقة قتل خاصة به."[1]
تكونت الأوركسترا من 40 عضوًا، وكان معظمهم من أفضل الموسيقيين اليهود في لفيف، بعضهم كان معروفًا في أوروبا أو حتى عالميًا. كان رئيس الأوركسترا يعقوب موند، وهو عازف كمان وملحن ومخرج موسيقي، وكان قبل الحرب مديرًا موسيقيًا لمسرح المدينة. من بين أعضاء الأوركسترا يوسف جيرمان، الكماني ليونيد ستريكس، والفيولونشيل ليون إيبر. خلال "الاختيار والأعمال"، كانت الأوركسترا تعزف "تانغو الموت"، الذي ألّفه يعقوب موند، المدير السابق لمسرح الأوبرا في لفيف. كانت الموسيقى مبنية على عمل سابق من قبل إدواردو بيانكو."[3]
خلال التعذيب، كانت الأوركسترا تعزف فوكس تروت، وغالبًا ما كانت تعزف لعدة ساعات متتالية تحت نافذة رئيس معسكر الاعتقال.

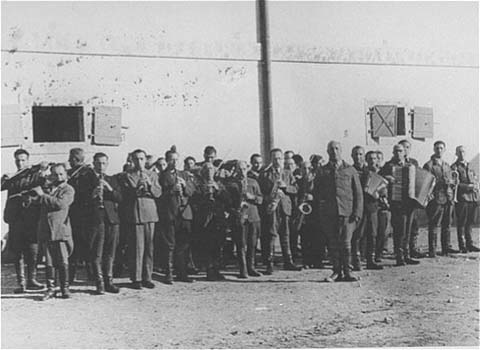
سجناء في أوركسترا معسكر اعتقال يانوفسكا، الذين كانوا يؤدون عروض العمل القسري، كانوا يُنقلون من وإلى معسكر الاعتقال. غرب أوكرانيا، بين عامي 1941 و1943. كان معسكر يانوفسكا يقع في شارع يانوفسكا (شيفتشينكا حاليًا) في لفيف، غرب أوكرانيا.

قُتل جميع أعضاء الأوركسترا بالرصاص عند اقتراب الجيش الأحمر من تحرير لفيف.[3] وفقًا لشاهد عيان أوكراني، بوهدان كوخ: "كان اليوم الأفظع هو الأخير، عندما قُتل 25,000 يهودي. انتهى عمل الأوركسترا عندما أحضر أعضاؤها إلى حفرة الموت، وضعوا آلاتهم ونزعوا لباسهم ودخلوا الحفرة، ولكن قبل ذلك، عزفوا "تانغو الموت" لأنفسهم."[1]
بعد ذلك، تم تشكيل Sonderkommando، الذي كان يشارك في إخفاء جرائم النازيين.

## روابط خارجية
- موقع يوتيوب
- «Танго смерти»: музыка за колючей проволокой ІІІ Рейха
- Международная выставка "Танго смерти во Львове: 1941 - 1944. Холокост"
- Ігор Малишевський. Вісім тактів забутої музики
- Танго смерти
- Гиблые места. Самые знаменитые тюрьмы Украины